# Liste der Monuments historiques in Condeissiat
Die Liste der Monuments historiques in Condeissiat führt die Monuments historiques in der französischen Gemeinde Condeissiat auf.

## Liste der Bauwerke
| Bezeichnung      | Beschreibung              | Standort                  | Kennzeichnung | Schutzstatus | Datum | Bild           |
| ---------------- | ------------------------- | ------------------------- | ------------- | ------------ | ----- | -------------- |
| Kirche St-Julien | Erbaut im 13. Jahrhundert | Route de la Bresse (Lage) | PA00116383    | Inscrit      | 1927  | weitere Bilder |

## Liste der Objekte
- Monuments historiques (Objekte) in Condeissiat in der Base Palissy des französischen Kultusministeriums